# 阿尼斯
阿尼斯（發音：[ˈaʁnɪs] ⓘ）是德国石勒苏益格-荷尔斯泰因州石勒苏益格-弗伦斯堡县的城市，面积0.45平方千米，2023年12月31日人口为254人，是拥有城市（Stadt）地位的德国市镇中人口最少与面积最小者。